# Saint-Symphorien (Eure)
Saint-Symphorien ist eine französische Gemeinde mit 470 Einwohnern (Stand: 1. Januar 2022) im Département Eure in der Region Normandie. Die Gemeinde gehört zum Kanton Pont-Audemer. 

## Geographie
Saint-Symphorien liegt etwa 38 Kilometer nordnordwestlich von Bernay im Lieuvin. Umgeben wird Saint-Symphorien von den Nachbargemeinden Les Préaux im Norden und Nordosten, Selles im Osten, Épaignes im Süden, Vannecrocq im Westen und Südwesten sowie Triqueville im Westen und Nordwesten.
| Jahr      | 1962 | 1968 | 1975 | 1982 | 1990 | 1999 | 2006 | 2013 |
| --------- | ---- | ---- | ---- | ---- | ---- | ---- | ---- | ---- |
| Einwohner | 200  | 231  | 245  | 293  | 320  | 322  | 352  | 448  |

## Sehenswürdigkeiten

Kirche Saint-Symphorien

- Kirche Saint-Symphorien

## Persönlichkeiten
- Gérard Besnard (* 1945), Radrennfahrer